# Głubczyce (gmina)
Głubczyce – gmina miejsko-wiejska w województwie opolskim, w powiecie głubczyckim. W latach 1975–1998 gmina położona była w województwie opolskim.
Siedzibą gminy są Głubczyce.
Według danych z 31 grudnia 2007 gminę zamieszkiwało 23 997 osób. Natomiast według danych z 31 grudnia 2017 roku gminę zamieszkiwało 22 527 osób.
Według danych z 31 grudnia 2019 roku gminę zamieszkiwało 22 280 osób.
Jest to obszarowo największa gmina województwa opolskiego.

## Geografia
Gmina Głubczyce leży w tzw. Worku Głubczyckim. Większa część obszaru gminy Głubczyce leży na Płaskowyżu Głubczyckim wchodzącym w skład Niziny Śląskiej. Południowo-zachodnia część obszaru gminy Głubczyce leży w Górach Opawskich wchodzących do makroregionu Sudetów Wschodnich. Północna część gminy leży na ziemi prudnickiej.

## Struktura powierzchni
Według danych z roku 2002 gmina Głubczyce ma obszar 294,33 km², w tym:
- użytki rolne: 80%
- użytki leśne: 11%

Gmina stanowi 43,73% powierzchni powiatu.

## Obszary chronione
- Obszar Chronionego Krajobrazu Rejon Mokre - Lewice
  - SOOS Góry Opawskie - enklawa w okolicy Pielgrzymowa i Opawicy
- Obszar Chronionego Krajobrazu Las Głubczycki[5]

## Demografia

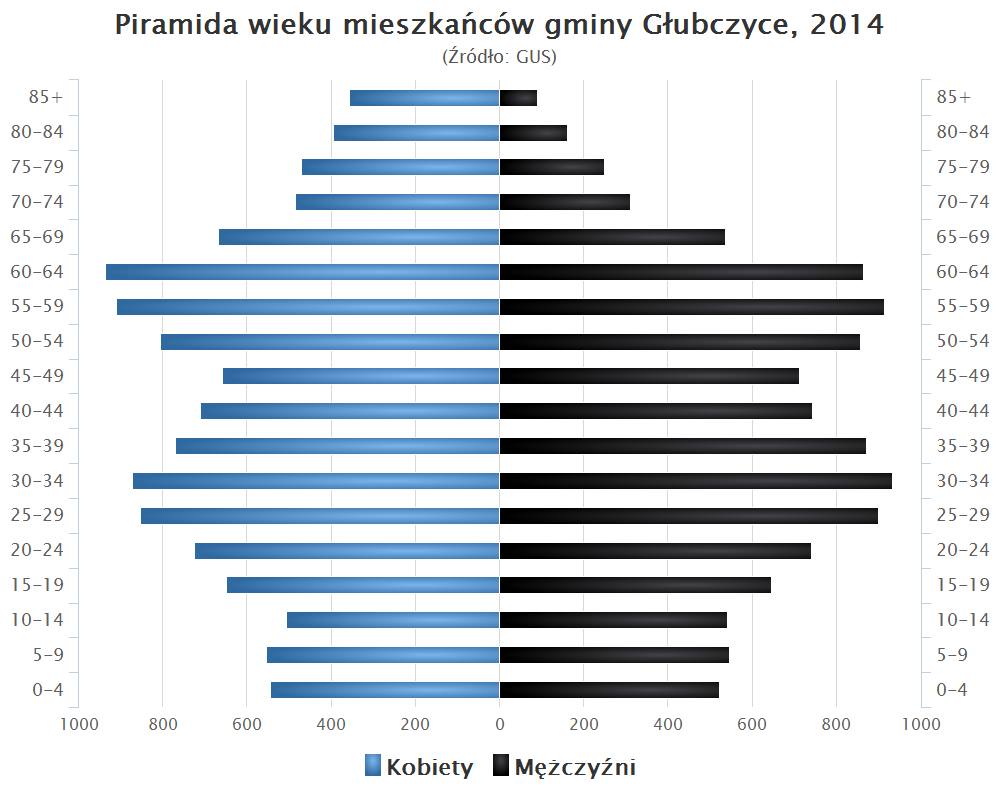
Piramida wieku mieszkańców gminy Głubczyce w 2014 roku

Dane z 31 grudnia 2007 (GUS)
| Opis                              | Ogółem | Ogółem | Kobiety | Kobiety | Mężczyźni | Mężczyźni |
| --------------------------------- | ------ | ------ | ------- | ------- | --------- | --------- |
| jednostka                         | osób   | %      | osób    | %       | osób      | %         |
| populacja                         | 23 997 | 100    | 12 316  | 51,3    | 11 681    | 48,7      |
| gęstość zaludnienia (mieszk./km²) | 83     | 83     | 42,5    | 42,5    | 40,4      | 40,4      |

## Burmistrzowie i zarządcy gminy od 1945[6]
- Jan Kramarz
- Józef Piłka
- Zygmunt Niemczyk
- Marian Jaworski
- Józef Smyczyński
- Jan Jankowski
- Ludwik Kędzierski
- Bolesław Chmura
- Bolesław Zazulewicz
- Jan Uhryn
- Tadeusz Wasil
- Henryk Kozak
- Stanisław Gacek
- Stefan Stobryła
- Zygmunt Kowalski
- Roman Werner
- Kazimierz Bemacki
- Józef Pich
- Dariusz Kaśków
- Adam Krupa
- Jan Krówka
- Adam Krupa

## Sołectwa

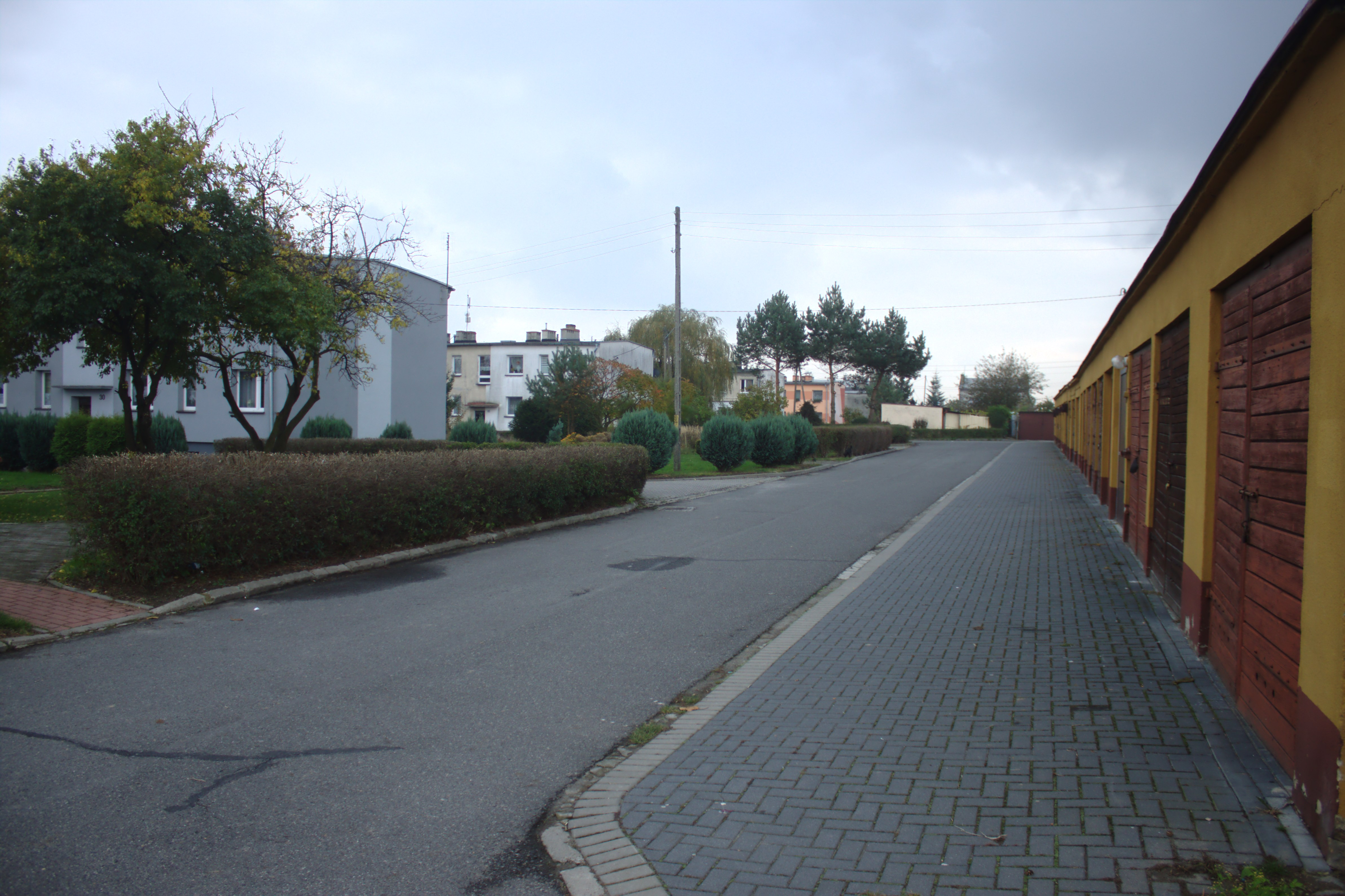
Głubczyce-Sady

W granicach administracyjnych gminy znajdują się:
- 44 sołectw: Bernacice, Bernacice Górne, Biernatów, Bogdanowice, Braciszów, Chomiąża, Chróstno, Ciermięcice, Debrzyca, Dobieszów, Gadzowice, Głubczyce-Sady, Gołuszowice, Grobniki, Kietlice, Klisino, Krasne Pole, Królowe, Krzyżowice, Kwiatoniów, Lenarcice, Lisięcice, Lwowiany, Mokre, Mokre-Kolonia, Nowa Wieś Głubczycka, Nowe Gołuszowice, Nowe Sady, Nowy Rożnów, Opawica, Pielgrzymów, Pietrowice, Pomorzowice, Pomorzowiczki, Radynia, Równe, Sławoszów, Ściborzyce Małe, Tarnkowa, Widok, Zawiszyce, Zopowy, Zopowy-Osiedle, Zubrzyce.
- 9 przysiółków: Biernatówek (przysiółek wsi Biernatów), Bogdanowice-Kolonia (przysiółek wsi Bogdanowice), Klisinko (przysiólek wsi Klisino), Podlesie (przysiółek wsi Lenarcice), Nowosady, (przysiółek wsi Lisięcice), Głubczyce-Las Marysieńka (przysiółek wsi Lwowiany). Stara Wieś (przysiółek wsi Pomorzowiczki), Dobrogostów (przysiółek wsi Sławoszów), Studzienica (przysiółek wsi Zawiszyce).
- pozostałe miejscowości: Żabczyce (leśniczówka).

## Sąsiednie gminy
Baborów, Branice, Kietrz, Głogówek (powiat prudnicki), Pawłowiczki (powiat kędzierzyńsko-kozielski), Krnov (RCz), Město Albrechtice (RCz), Slezské Rudoltice (RCz), Rusín (RCz), Bohušov (RCz), Osoblaha (RCz).